# Phreatia mentosa
Phreatia mentosa är en orkidéart som beskrevs av Rudolf Schlechter. Phreatia mentosa ingår i släktet Phreatia och familjen orkidéer. Inga underarter finns listade i Catalogue of Life.